# Alan Alda
Alan Alda właśc. Alphonso Joseph D'Abruzzo (ur. 28 stycznia 1936 w Nowym Jorku) – amerykański aktor, reżyser i scenarzysta.
Sławę przyniosła mu główna rola w serialu M*A*S*H, gdzie wcielił się w postać Hawkeye Pierce’a. Dwadzieścia dwa razy nominowano go do nagrody Emmy, którą zdobył sześciokrotnie. Był też pierwszą osobą, która dostała Emmy za aktorstwo, scenariusz i reżyserię. Wielokrotnie nominowany do nagrody Złoty Glob, którą otrzymał również sześciokrotnie. W 2005 został nominowany do Oscara dla najlepszego aktora drugoplanowego za rolę w filmie Aviator (2004).
Alda jest synem modelki Joan Brown i aktora Roberta Aldy – (właśc. Alphonso Giuseppe Giovanni Roberto D'Abruzzo). To właśnie Robert, uznając że włoskie nazwisko D'Abruzzo tylko utrudni mu karierę, stworzył z pierwszych liter swojego imienia i nazwiska pseudonim Alda, na które jego syn Alan przystał bardzo niechętnie.
Jako dziecko chorował na chorobę Heinego-Medina, w efekcie czego przez dwa lata był sparaliżowany.
Studiował w USA i Europie, gdzie grywał razem z ojcem. Podczas wojny w Korei służył przez pół roku jako oficer artylerii. Jest żonaty z Arlene Weiss. Ma trzy córki. Jego przyrodni brat Antony Alda również był aktorem.

## Filmografia

### Filmy
| Rok  | Tytuł                                                          | Rola                        | Reżyser             |
| ---- | -------------------------------------------------------------- | --------------------------- | ------------------- |
| 1963 | Gone Are the Days!                                             | Charlie Cotchipee           | Nicholas Webster    |
| 1966 | Where's Everett                                                | Arnold Barker               | Gene Nelson         |
| 1968 | Papierowy Lew (Paper Lion)                                     | George Plimpton             | Alex March          |
| 1969 | Nadzwyczajny marynarz (The Extraordinary Seaman)               | Podporucznik Morton Krim    | John Frankenheimer  |
| 1970 | Jenny                                                          | Delano                      | George Bloomfield   |
| 1970 | Bitwa o whisky (The Moonshine War)                             | John W.(Syn) Martin         | Richard Quine       |
| 1971 | Walc Mefisto (The Mephisto Waltz)                              | Myles Clarkson              | Paul Wendkos        |
| 1972 | Szklany dom (The Glass House)                                  | Jonathan Paige              | Tom Gries           |
| 1972 | Playmates                                                      | Marshall Barnett            | Theodore J. Flicker |
| 1972 | Zabić klowna (To Kill a Clown)                                 | Maj. Evelyn Ritchie         | George Bloomfield   |
| 1973 | Isn't It Shocking?                                             | Szeryf Dan Barnes           | John Badham         |
| 1974 | 6 Rms Riv Vu                                                   | Paul Friedman               | Alan Alda           |
| 1974 | Annie and the Hoods                                            | –                           | Martin Charnin      |
| 1977 | Zabijcie mnie, jeśli zdołacie (Kill Me If You Can)             | Carrel W. Chessman          | Buzz Kulik          |
| 1978 | Za rok o tej samej porze (Same Time, Next Year)                | George                      | Robert Mulligan     |
| 1978 | Suita kalifornijska (California Suite)                         | Bill Warren                 | Herbert Ross        |
| 1979 | Uwiedzenie Joe Tynana (The Seduction of Joe Tynan)             | Joe Tynan                   | Jerry Schatzberg    |
| 1981 | Cztery pory roku (The Four seasons)                            | Jack Burroughs              | Alan Alda           |
| 1986 | Słodka wolność (Sweet Liberty)                                 | Michael Burgess             | Alan Alda           |
| 1988 | Zacząć od nowa (A New Life)                                    | Steve                       | Alan Alda           |
| 1989 | Zbrodnie i wykroczenia (Crimes and Misdemeanors)               | Lester                      | Woody Allen         |
| 1990 | Scientific American Frontiers                                  | on sam, Gospodarz           |                     |
| 1990 | Wesele Betsy (Betsy's Wedding)                                 | Eddie Hopper                | Alan Alda           |
| 1992 | Szepty w mroku (Whispers in the Dark)                          | Leo Green                   | Christopher Crowe   |
| 1993 | A orkiestra grała dalej (And the Band Played On)               | Dr Robert Gallo             | Roger Spottiswoode  |
| 1993 | Tajemnica morderstwa na Manhattanie (Manhattan Murder Mystery) | Ted                         | Woody Allen         |
| 1994 | Biała mila (White Mile)                                        | Dan Cutler                  | Robert Butler       |
| 1995 | Operacja "Bekon" (Canadian Bacon)                              | prezydent USA               | Michael Moore       |
| 1996 | Jake's Women                                                   | Jake                        | Glenn Jordan        |
| 1996 | Igraszki z losem (Flirting with Disaster)                      | Richard Schlicting          | David O. Russell    |
| 1996 | Wszyscy mówią: kocham cię (Everyone Says I Love You)           | Bob Dandridge               | Woody Allen         |
| 1997 | Morderstwo w Białym Domu (Murder at 1600)                      | Alvin Jordan                | Dwight H. Little    |
| 1997 | Miejski obłęd (Mad City)                                       | Kevin Hollander             | Costa-Gavras        |
| 1998 | Moja miłość (The Object Of My Affection)                       | Sidney Miller               | Nicholas Hytner     |
| 2000 | Czego pragną kobiety (What Women Want)                         | Dan Wanamaker               | Nancy Meyers        |
| 2001 | Klubowicze (Club Land)                                         | Willie Walters              | Saul Rubinek        |
| 2001 | Dziedziniec śmierci (The Killing Yard)                         | Ernie Goodman               | Euzhan Palcy        |
| 2004 | Aviator (The Aviator)                                          | Senator Ralph Owen Brewster | Martin Scorsese     |
| 2007 | Wskrzeszenie mistrza (Resurrecting the Champ)                  | Ralph Metz                  | Rod Lurie           |
| 2008 | Przebłysk geniuszu (Flash of Genius)                           | Gregory Lawson              | Marc Abraham        |
| 2008 | Pamięć z odzysku (Diminished Capacity)                         | Rollie Zerbs                | Terry Kinney        |
| 2008 | Cena prawdy (Nothing But the Truth)                            | Albert Burnside             | Rod Lurie           |
| 2011 | Tower Heist: Zemsta cieciów (Tower Heist)                      | Arthur Shaw                 | Brett Ratner        |
| 2012 | Raj na ziemi (Wanderlust)                                      | Carvin                      | David Wain          |
| 2015 | Most szpiegów (Bridge of Spies)                                | Thomas Watters Jr.          | Steven Spielberg    |
| 2015 | Najdłuższa podróż (The Longest Ride)                           | Ira Levinson                | George Tillman Jr.  |
| 2019 | Historia małżeńska (Marriage Story)                            | Bert Spitz                  | Noah Baumbach       |

### Seriale
- 1955: Secret File, U.S.A.
- 1971: Story Theatre
- 1983: M*A*S*H jako Kapitan Benjamin Franklin "Sokole Oko" Pierce
- 1999: Prezydencki poker (The West Wing) jako Arnold Vinick
- 2010: Słowo na R (The Big C) jako Dr Atticus Sherman
- 2016: Horace and Pete jako Wuja Pete
- 2018: " The Black List" jako Alan Fitch
- 2019: Ray Donovan jako Dr Arthur Amiot

## Publikacje
- 2005 Never Have Your Dog Stuffed: and Other Things I've Learned (wyd. polskie: Alan Alda. Autobiografia, wydawnictwo Muza SA, 2006, tłum. Barbara Orłowska)
- 2007 Things I Overheard While Talking to Myself

## Nagrody
- Złoty Glob
  - Najlepszy aktor serialowy (komedia - musical): 1975 – M*A*S*H, 1976 – M*A*S*H
  - 1980 – M*A*S*H, 1981 – M*A*S*H
  - 1982 – M*A*S*H, 1983 – M*A*S*H
- Nagroda Emmy
  - Najlepszy aktor drugoplanowy w serialu dramatycznym: 2006 – Prezydencki poker
  - Najlepszy aktor serialu komediowego: 1982 – M*A*S*H
  - 1974 – M*A*S*H
  - Aktor roku - kategoria serial: 1974 – M*A*S*H
  - Najlepszy reżyser serialu komediowego: 1977 – M*A*S*H
  - Najlepszy scenariusz serialu komediowego: 1979 – M*A*S*H